# Cherson
Cherson (ukrainisch Херсон [xɛrˈsɔn] ⓘ und russisch Херсон [xʲɪrˈson]) ist eine Seehafenstadt in der Ukraine und die Hauptstadt der Oblast Cherson mit etwa 40.000 Einwohnern (Stand: 2023).

## Etymologie
Der Name Cherson ist von dem griechischen Wort Χερσόνησος Chersónēsos „Halbinsel“ abgeleitet und bezieht sich wiederum auf die griechische Stadt Chersones auf der Krim.
Das Wort kommt aber ursprünglich von χέρσος und νήσος. Wobei χέρσος ein trockenes Land, eine Brache oder Ödland bezeichnet und νήσος Insel bedeutet. Erst durch die Krim wurde es allgemein zur Halbinsel. 

## Geographie
Cherson liegt am Beginn des Mündungsdeltas des Dnepr. Bis zum Schwarzen Meer sind es noch rund 30 km. 60 km nordwestlich der Stadt liegt die Hafenstadt Mykolajiw, knapp 100 km südöstlich beginnt die Krim.

## Geschichte

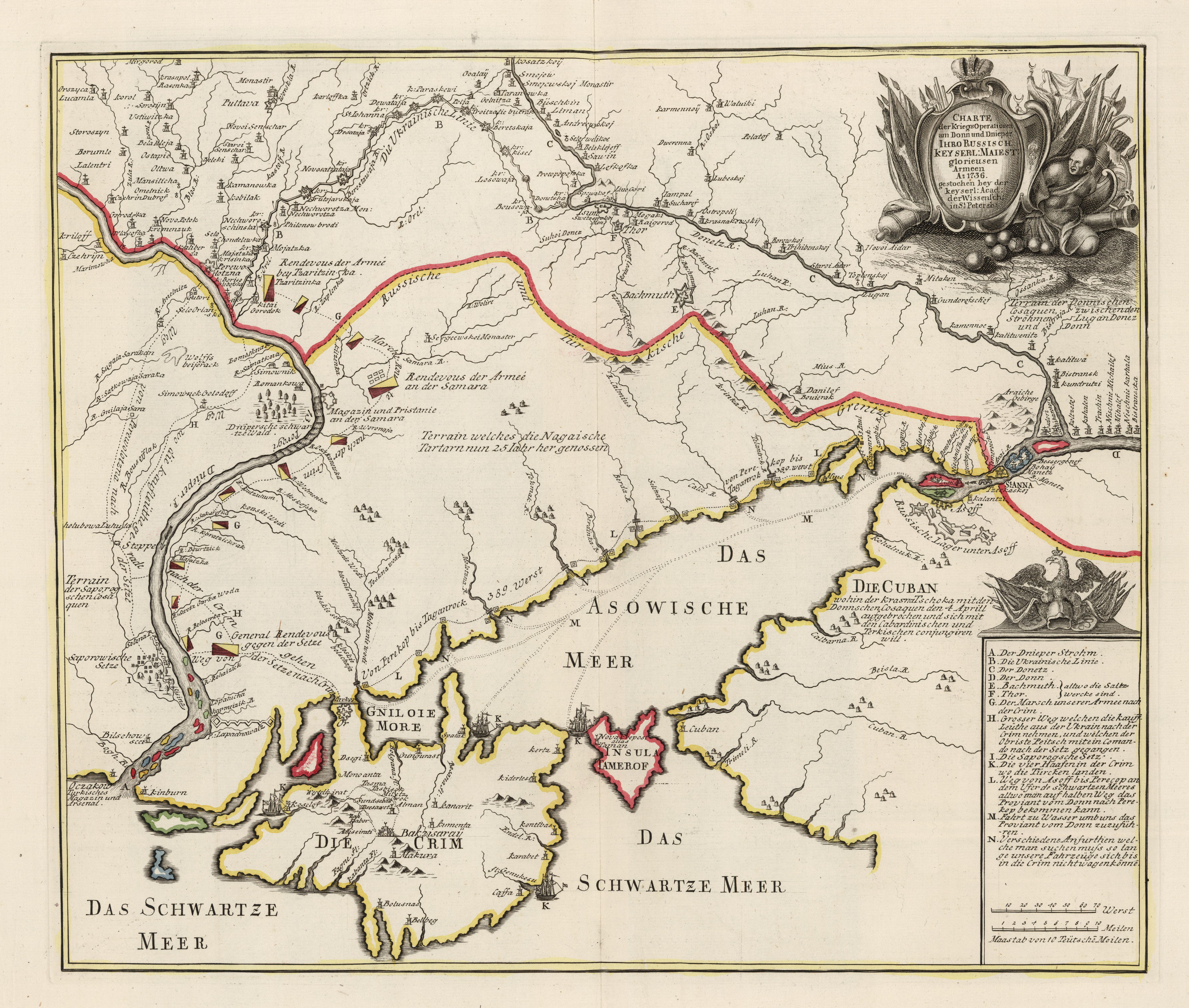
Die Siedlung Bilschowscei auf einer Karte der Russisch-Österreichischen Türkenkrieg von 1736.

Bis 1774 gehörte die Region zum Khanat der Krim. Ältere Karten zeigen vor 1737 eine Siedlung mit dem Namen Bilschowscei an der Stelle der heutigen Stadt. Die Stadt Cherson wurde 1778 auf Weisung der russischen Zarin Katharina II. und auf Vorschlag des Fürsten Grigori A. Potjomkin neben der 1737–1739 erbauten russischen Alexanderschanze gegründet. Straßen, Plätze und Gebäude waren im Schachbrettmuster angeordnet. Das Gebiet wurde im 19. Jahrhundert dem sogenannten Ansiedlungsrayon zugeschlagen: Hier durften sich Juden ansiedeln, für die die zentralrussischen Gebiete und die Hauptstadt Sankt Petersburg gesperrt waren. Stadt und Region wurden wiederholt Schauplatz von Judenpogromen.
Cherson war ein wichtiger Stützpunkt der sowjetischen Schwarzmeerflotte. Diesen Status behielt die Stadt bis zur ukrainischen Unabhängigkeit 1990/91.

### Russische Invasion 2022
In den ersten Tagen des russischen Überfalls auf die Ukraine 2022 war speziell das Umland der Stadt Schauplatz schwerer Gefechte zwischen ukrainischen Verteidigern und Invasionstruppen, die von der Krim aus nach Norden vorstießen. Die Ukraine berichtete am 27. Februar, Russland habe Teile der Stadt eingenommen. Am Morgen des 2. März meldete das russische Militär, die Stadt Cherson vollständig unter Kontrolle gebracht zu haben. Wenig später wurde dies von den örtlichen Behörden bestätigt. Offensichtlich war die Stadt selber außer von wenigen Freiwilligen überhaupt nicht verteidigt worden.
Anfang September 2022 startete die ukrainische Gegenoffensive in der Region Cherson, mit dem Ziel, die russischen Truppen bis an die natürliche Wasserbarriere, den Dnepr, zurückzudrängen und Cherson zu befreien.
Am 11. November 2022 wurde die Stadt nach dem Abzug der russischen Besatzer von ukrainischen Truppen erreicht. Eine Unterstützung für die Annexion durch Russland war in der Stadt nicht zu spüren, es herrschte vielmehr Erleichterung nach Monaten des Terrors.
Die russische Armee begann kurz darauf mit dem Beschuss, zunächst noch nur in Stadtnähe. Für die Bewohner beginne jetzt die Unsicherheit, zitierte die exilrussische Internetzeitung Meduza Stimmen aus der Stadt: Bis dahin hätten sie gewusst, wohin ukrainische Raketen flogen, in die von der russischen Armee genutzten Stellungen. Doch nun befürchteten sie einen wahllosen russischen Beschuss „wie in Mariupol“.
Am 19. November 2022 fuhr erstmals wieder ein Zug des öffentlichen Verkehrs der Ukrainischen Eisenbahn nach Cherson. Ende Januar 2023 lebten noch rund 40.000 Bewohner in der Stadt. Durch die Zerstörung des Zerstörung des Kachowka-Staudamms kam es zu einer Überflutung die im Viertel Korabel eine Höhe von 3,5 m erreichte.
Da sich die russischen Streitkräfte auf der anderen Seite des Flusses Dnipro verschanzt haben, ist die Stadt weiterhin häufigem Beschuss ausgesetzt. Im Mai 2024 startete die russische Armee eine bis heute andauernde Terrorkampagne mit Drohnenangriffen auf Zivilisten, die als „menschliche Safari“ bekannt geworden ist. Die Drohnen treffen Zivilisten wie Menschen an Bushaltestellen, Velofahrer, Pendler oder in Parks spielende Kinder. Nach Angaben des Exekutivkomitees des Stadtrats von Cherson wurden zwischen dem 1. Mai und dem 16. Dezember 2024 bei Drohnenangriffen in Cherson mindestens 30 Zivilisten getötet und 483 weitere verletzt. Im März 2025 meldete der Gouverneur der Region, Oleksandr Prokudin, zwischen 600 und 700 Drohnenangriffe pro Woche in der Stadt.

## Verwaltungsgliederung
Am 12. Juni 2020 wurde die Stadt zum Zentrum der neugegründeten Stadtgemeinde Cherson (ukrainisch Херсонська міська громада/Chersonska miska hromada), zu dieser zählen auch noch die 3 Stadtrajone Dnipro, Korabel und Suworow, die Siedlungen städtischen Typs Antoniwka, Komyschany, Naddniprjanske und Seleniwka, 4 in der untenstehenden Tabelle angeführten Dörfer sowie die Ansiedlungen Blahowischtschenske, Inschenerne, Molodischne, Prydniprowske, Pryoserne, Sonjatschne und Symiwnyk, bis dahin bildete sie die gleichnamige Stadtratsgemeinde Cherson (Херсонська міська рада/Chersonska miska rada) im Süden des Rajons Biloserka (aber kein Teil desselben) mit folgender Unterteilung:
- drei Stadtrajone: Rajon Dnipro, Rajon Korabel, Rajon Suworow
- vier Siedlungen städtischen Typs: Antoniwka, Komyschany, Naddniprjanske, Seleniwka
- drei Dörfer: Bohdaniwka, Petriwka, Stepaniwka
- sechs Siedlungen: Blahowischtschenske, Inschenerne, Molodischne, Pryoserne , Sonjatschne, Symiwnyk

In weiterer Unterteilung waren die Siedlung städtischen Typs Antoniwka, Seleniwka und Naddniprjanske, die Dörfer Bohdaniwka und Petriwka sowie die Siedlungen Inschenerne, Molodischne und Sonjatschne dem Rajon Dnipro unterstellt, die SsT Komyschany sowie die Siedlungen Symiwnyk, Blahowischtschenske und Pryoserne dem Rajon Korabel und das Dorf Stepaniwka dem Rajon Suworow.
Seit dem 17. Juli 2020 ist sie ein Teil des Rajons Cherson.
Folgende Orte sind neben dem Hauptort Cherson Teil der Gemeinde:
| Name                                       | Name                          | Name                                                             |
| ukrainisch transkribiert                   | ukrainisch                    | russisch                                                         |
| ------------------------------------------ | ----------------------------- | ---------------------------------------------------------------- |
| Antoniwka                                  | Антонівка                     | Антоновка (Antonowka)                                            |
| Blahowischtschenske (bis 2016 Petrowskoho) | Благовіщенське (Петровського) | Благовещенское (Blagoweschtschenskoje)/Петровского (Petrowskogo) |
| Bohdaniwka                                 | Богданівка                    | Богдановка (Bohdanowka)                                          |
| Inschenerne (bis 2016 Schowtnewe)          | Інженерне (Жовтневе)          | Инженерное (Ischenernoje)/Жовтневое (Schowtnewoje)               |
| Komyschany                                 | Комишани                      | Камышаны (Kamyschany)                                            |
| Molodischne                                | Молодіжне                     | Молодёжное (Molodjoschnoje)                                      |
| Naddniprjanske                             | Наддніпрянське                | Надднепрянское (Naddneprjanskoje)                                |
| Petriwka                                   | Петрівка                      | Петровка (Petrowka)                                              |
| Prydniprowske                              | Придніпровське                | Приднепровское (Pridneprowskoje)                                 |
| Pryoserne                                  | Приозерне                     | Приозёрное (Priosjornoje)                                        |
| Sadowe                                     | Садове                        | Садовое (Sadowoje)                                               |
| Seleniwka                                  | Зеленівка                     | Зеленовка (Selenowka)                                            |
| Sonjatschne                                | Сонячне                       | Солнечное (Solnetschnoje)                                        |
| Stepaniwka                                 | Степанівка                    | Степановка (Stepanowka)                                          |
| Symiwnyk (bis 2016 Kujbyschewe)            | Зимівник (Куйбишеве)          | Зимовник (Simownik)/Куйбышево (Kuibyschewo)                      |

## Bevölkerung
Hinsichtlich ihrer Nationalität (im Sinne der Volksgruppe, nicht Staatsangehörigkeit) identifizierten sich 76,5 Prozent der Einwohner beim Zensus 2001 als Ukrainer, 19,9 Prozent als Russen, 0,8 Prozent als Belarussen, 0,41 Prozent als Juden und 0,34 Prozent als Armenier.
56,2 Prozent gaben in der Volkszählung 2001 als Muttersprache Ukrainisch an, 42,5 Prozent Russisch, 0,17 Prozent Armenisch und 0,14 Belarussisch.
Entwicklung der Bevölkerungsanzahl von 1897 bis 2023:
| Jahr      | 1897   | 1923   | 1926   | 1939   | 1959    | 1970    | 1979    | 1989    | 2001    | 2010    | 2019    | 2021    | 2023   |
| --------- | ------ | ------ | ------ | ------ | ------- | ------- | ------- | ------- | ------- | ------- | ------- | ------- | ------ |
| Einwohner | 59.076 | 41.086 | 57.376 | 96.987 | 157.995 | 260.687 | 318.908 | 355.379 | 328.360 | 304.613 | 289.096 | 283.649 | 40.000 |

## Wirtschaft und Verkehr

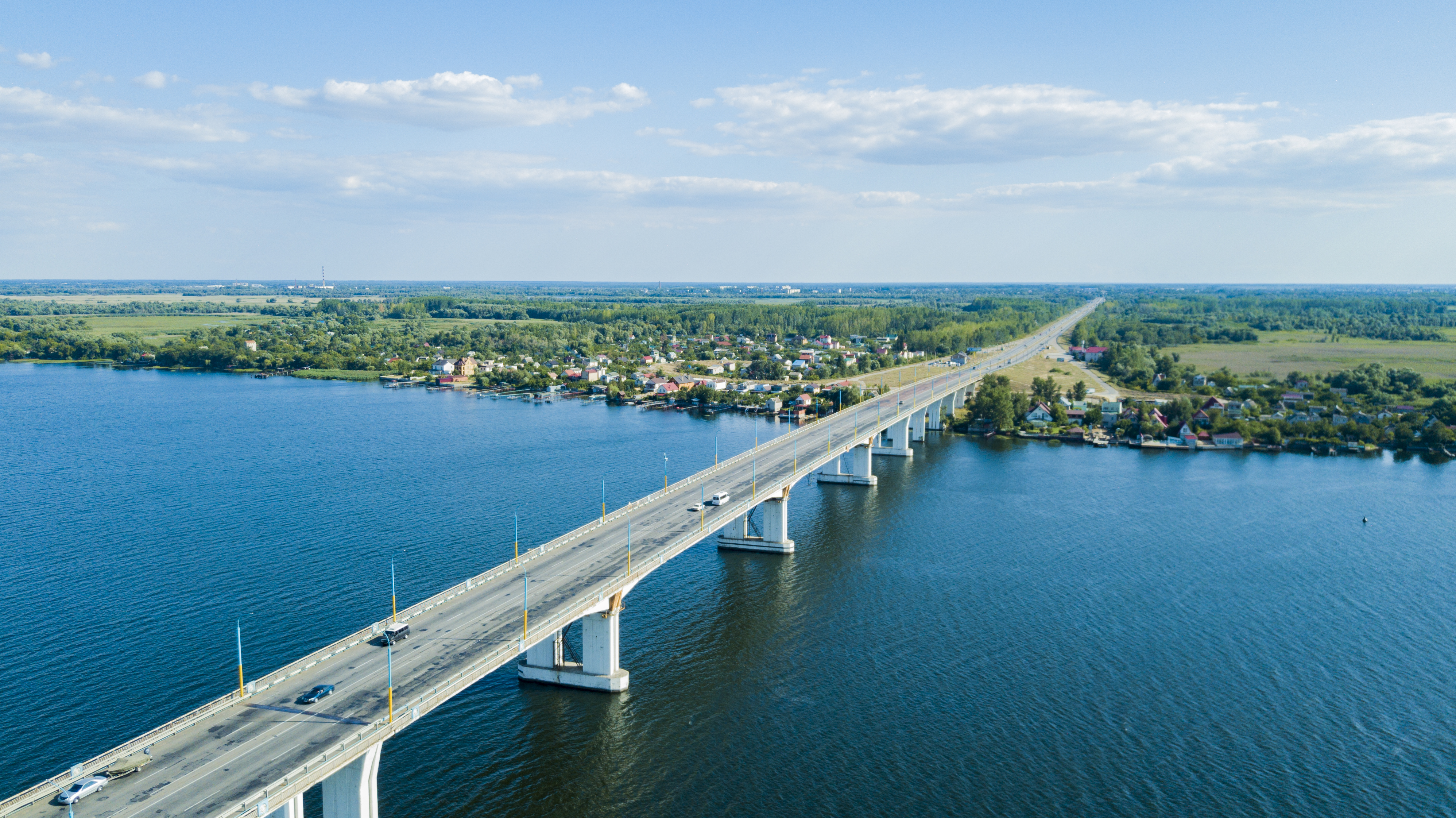
Die Antoniwkabrücke 2017.

Cherson besitzt durch seinen Flusshafen und Seehafen eine bedeutende Werftindustrie.

### Leuchtfeuer
Die Zufahrt aus dem Schwarzen Meer zu den Häfen von Mykolajiw und Cherson wird an den Landengen des Dnepr-Bug-Liman von mehreren Leuchttürmen gesichert:
- Leuchttürme Adschihol
- Leuchttürme Otschakiw
- Leuchtturm Luparewe
- Leuchtturm Kysljakow
- Stanislaw-Leuchttürme

Vom Bahnhof Cherson verkehren Züge nach Mykolajiw, Odessa, Kiew und dem Westen der Ukraine. Die Bahnverbindungen nach Dnipro, Charkiw und anderen Städten östlich des Flusses Dnipro sind derzeit wegen der von Russland zerstörten Eisenbahnbrücke nördlich von Antoniwka unterbrochen.
Außerdem besitzt die Stadt einen gleichnamigen Verkehrsflughafen und ist über die Fernstraße M 14 an das ukrainische Fernstraßennetz angebunden.
In der Nähe der Stadt bauten deutsche Eisenbahnpioniere 1943 die „größte Eisenbahnkriegsbrücke des Zweiten Weltkrieges“. Sie war zwei Kilometer lang, im Wasser 14 Meter tief und über dem Wasser 10 Meter hoch. Für die Standfestigkeit wurden 400 Stahlrohre bis zu 17 Meter in den schlammigen Grund gerammt. Der Bau dauerte sieben Monate und wurde von dem verstärkten I. Bataillon des Eisenbahnpionier-Regiments 2 (I./Eisb.Pi.Rgt.2) ausgeführt.

## Bildungswesen
Cherson weist alle in der Ukraine gängigen Schultypen auf. Es gibt drei Universitäten: die Universität Cherson, die Technische Universität sowie eine Marineakademie.

## Sehenswürdigkeiten

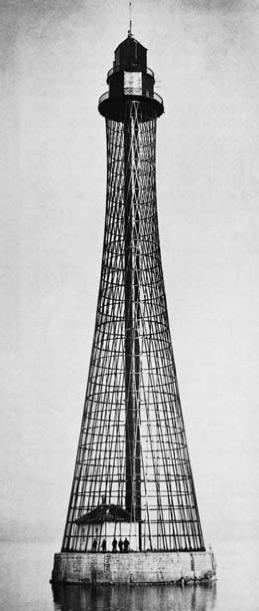
Adschihol-Leuchtturm

Hier sind Reste der ersten Festungsbauten zu nennen, darüber hinaus Museen und drei bedeutende Kirchenbauwerke: die Katharinenkathedrale (1774) mit dem Grab des Fürsten Potjomkin, die Sophienkirche (1780) und die Heiliggeistkathedrale mit einer großen Kuppel (1836).
In der Nähe der Stadt steht im Mündungsdelta des Dnepr der 64 Meter hohe Adschihol-Leuchtturm in Form eines Rotationshyperboloids, der 1911 durch den russischen Ingenieur Wladimir Grigorjewitsch Schuchow errichtet wurde.

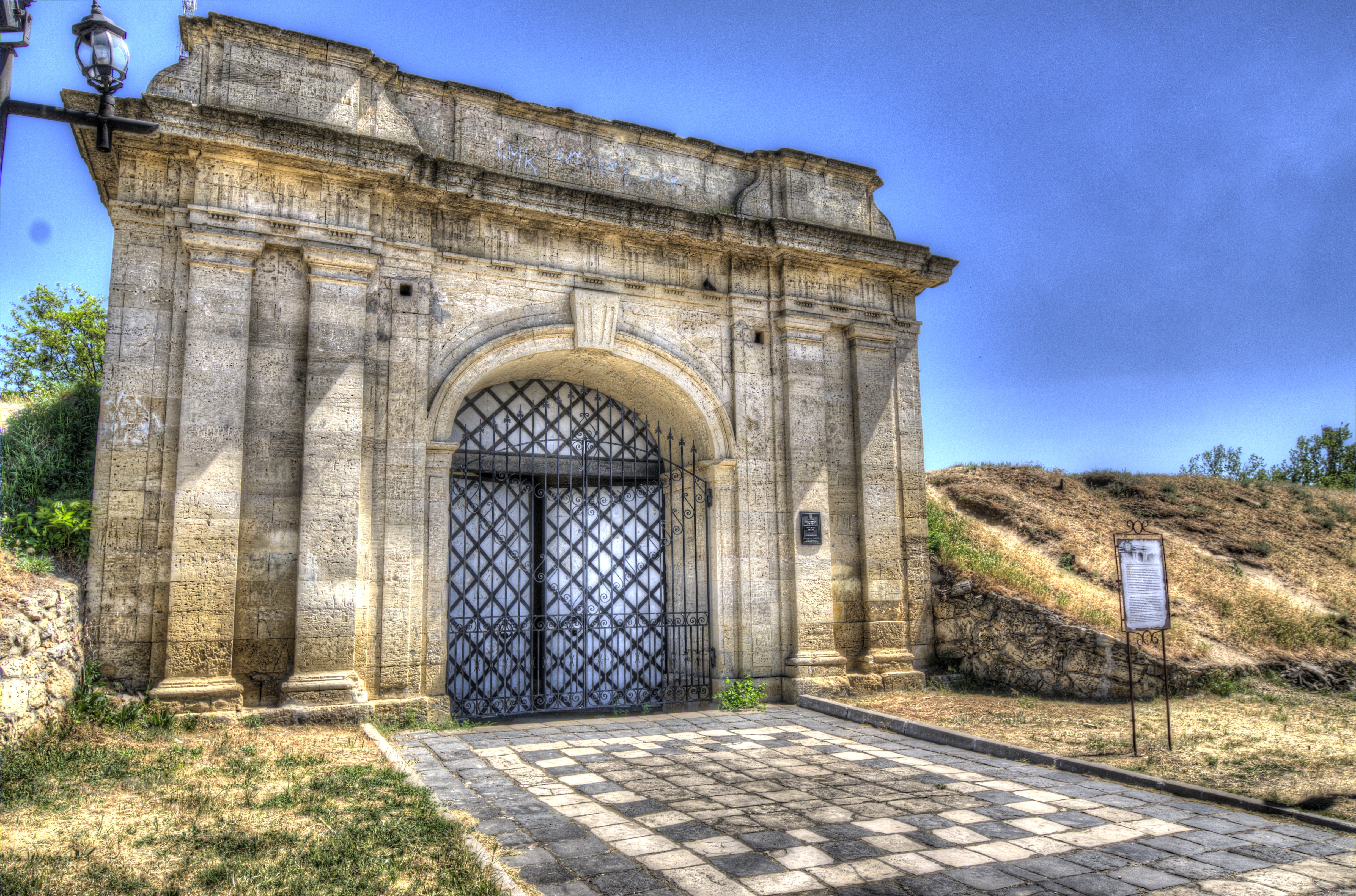
Otschakiwtor der alten Festungsanlage (1783)
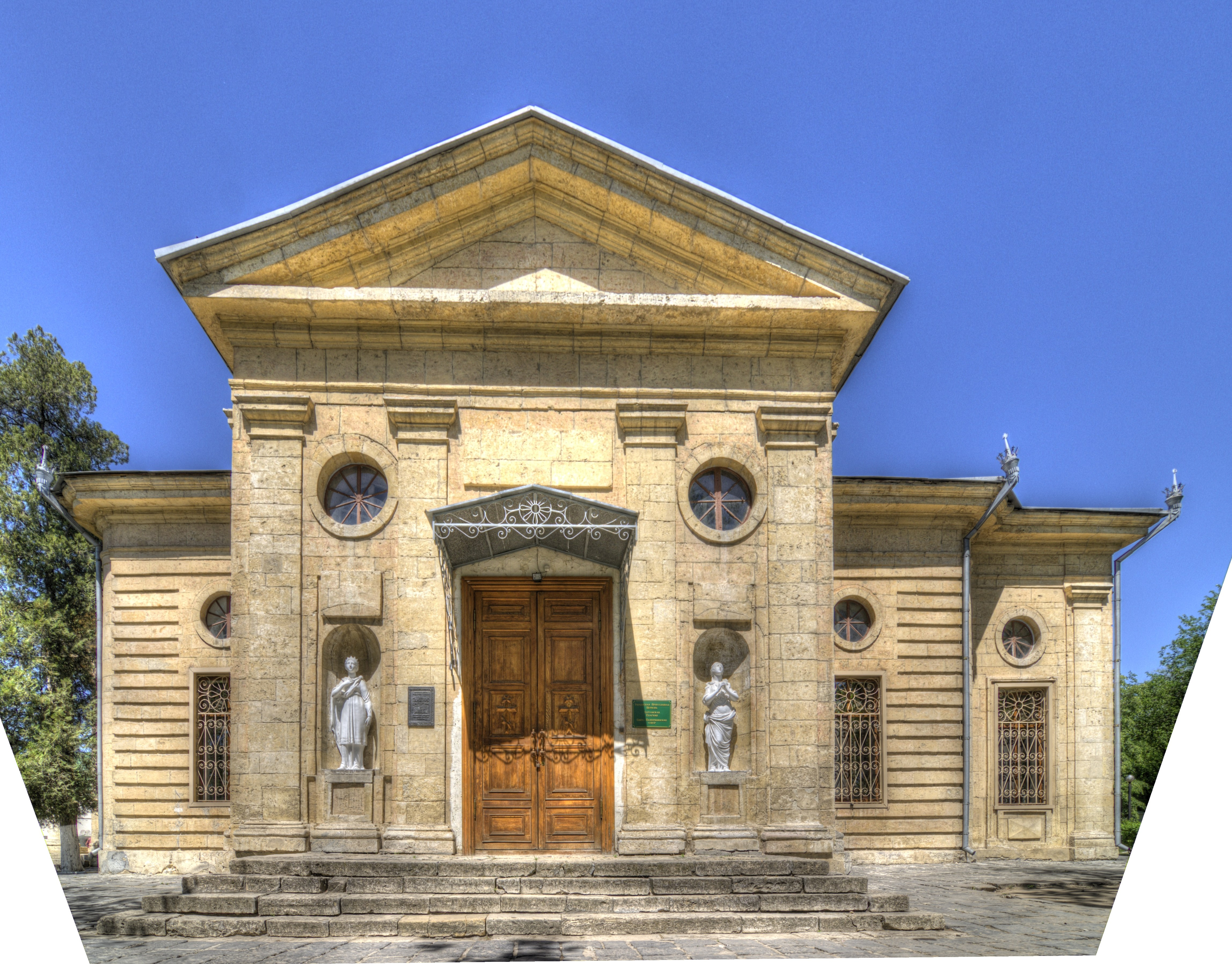
Katharinenkathedrale
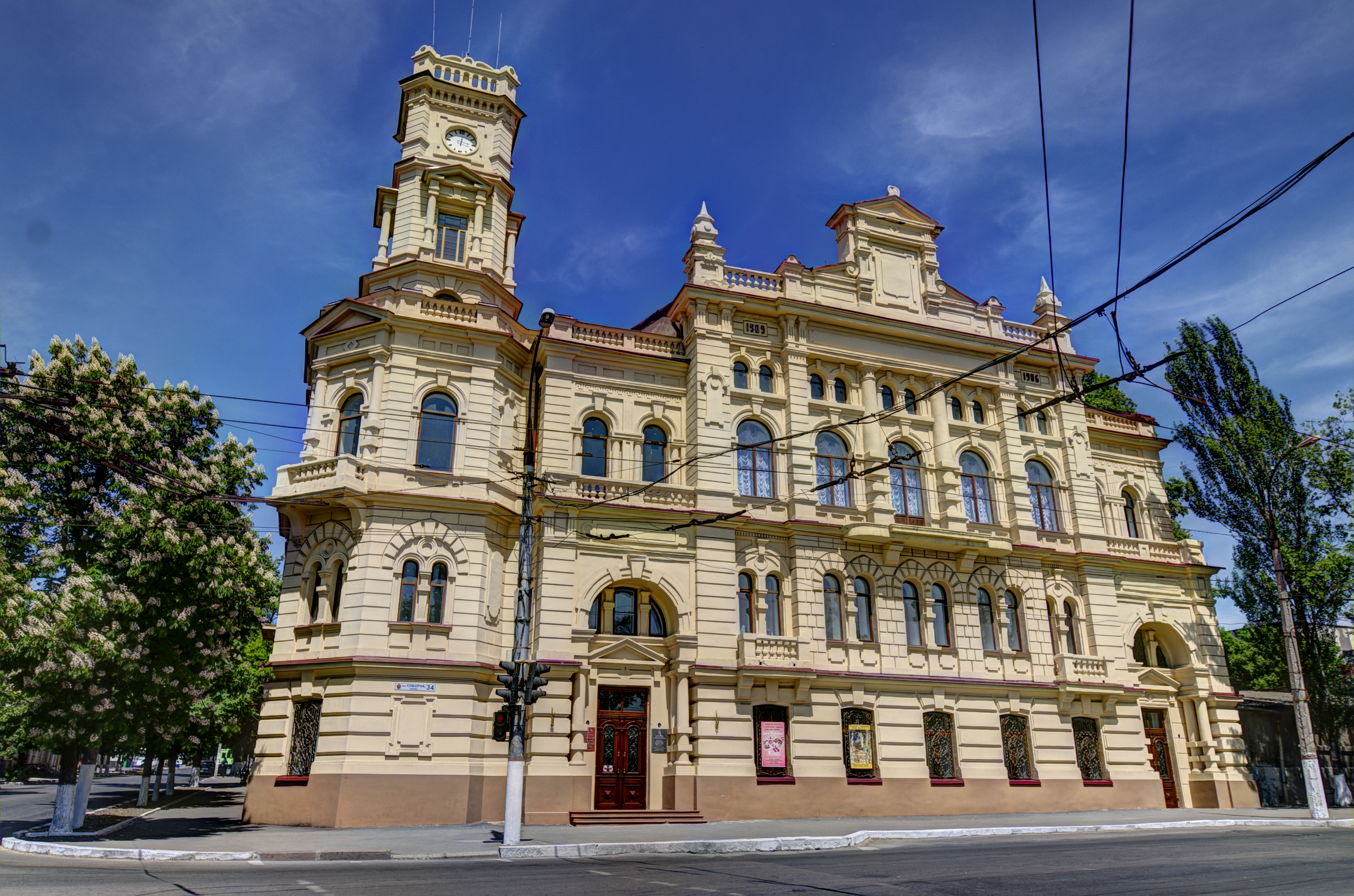
Kunstmuseum
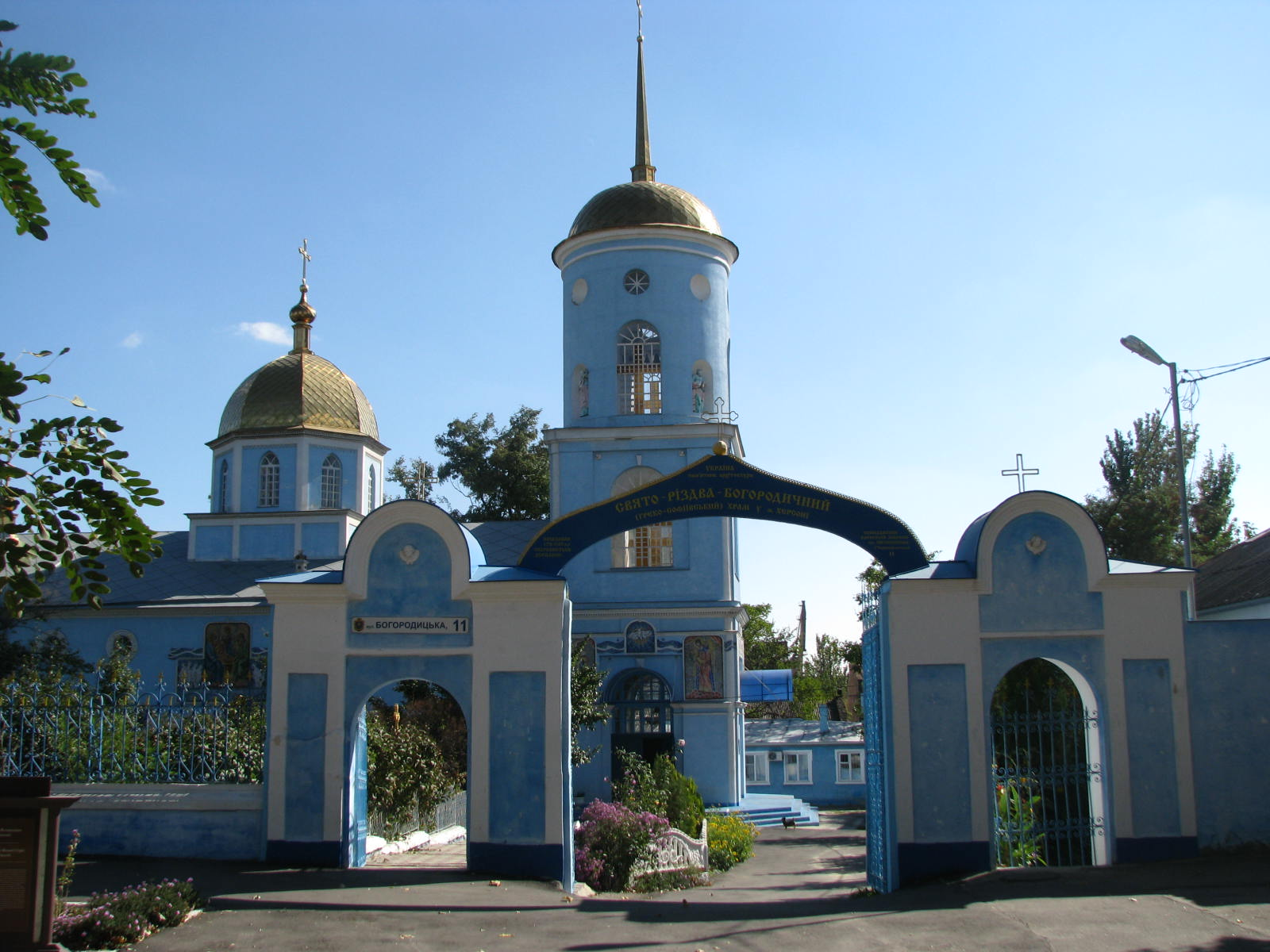
Orthodoxe Kirche im Stadtteil Schumenski

## Weitere Bauwerke
- Fernsehturm Cherson

## Städtepartnerschaften
- Bonn, Deutschland
- Kiel, Deutschland
- Kent, Vereinigte Staaten
- Oslo, Norwegen
- Rzeszów, Polen
- Schumen, Bulgarien
- Tucson, Vereinigte Staaten
- Zonguldak, Türkei
- Zalaegerszeg, Ungarn[32]

## Eponyme
Der Asteroid des äußeren Hauptgürtels (2701) Cherson ist nach der Stadt benannt.